# Koloděje
Koloděje – część Pragi leżąca w dzielnicy Praga 9, na wschód o centrum miasta. W 2006 zamieszkiwało ją 1 225 mieszkańców.